# French Open 1984
Die 83. French Open 1984 waren ein Tennis-Sandplatzturnier der Klasse Grand Slam, das von der ITF veranstaltet wurde. Es fand vom 28. Mai bis 10. Juni 1984 in Roland Garros, Paris, Frankreich statt.
Titelverteidiger im Einzel waren Yannick Noah bei den Herren sowie Chris Evert-Lloyd bei den Damen. Im Herrendoppel waren Anders Järryd und Hans Simonsson, im Damendoppel Rosalyn Fairbank und Candy Reynolds und im Mixed Barbara Jordan und Eliot Teltscher die Titelverteidiger.

## Herreneinzel
Setzliste
| Nr. | Spieler         | Erreichte Runde |
| --- | --------------- | --------------- |
| 01. | John McEnroe    | Finale          |
| 02. | Ivan Lendl      | Sieg            |
| 03. | Jimmy Connors   | Halbfinale      |
| 04. | Mats Wilander   | Halbfinale      |
| 05. | Jimmy Arias     | Viertelfinale   |
| 06. | Yannick Noah    | Viertelfinale   |
| 07. | Andrés Gómez    | Viertelfinale   |
| 08. | José Luis Clerc | 2. Runde        |

| Nr. | Spieler          | Erreichte Runde |
| --- | ---------------- | --------------- |
| 09. | Henrik Sundström | Viertelfinale   |
| 10. | Guillermo Vilas  | 1. Runde        |
| 11. | Anders Järryd    | Achtelfinale    |
| 12. | José Higueras    | Achtelfinale    |
| 13. | Juan Aguilera    | Achtelfinale    |
| 14. | Tomáš Šmíd       | 2. Runde        |
| 15. | Tim Mayotte      | 1. Runde        |
| 16. | Chris Lewis      | 1. Runde        |

## Dameneinzel
Setzliste
| Nr. | Spielerin           | Erreichte Runde |
| --- | ------------------- | --------------- |
| 01. | Martina Navratilova | Sieg            |
| 02. | Chris Evert-Lloyd   | Finale          |
| 03. | Hana Mandlíková     | Halbfinale      |
| 04. | Andrea Jaeger       | 1. Runde        |
| 05. | Kathy Jordan        | 2. Runde        |
| 06. | Zina Garrison       | Achtelfinale    |
| 07. | Jo Durie            | 2. Runde        |
| 08. | Kathy Horvath       | Viertelfinale   |

| Nr. | Spielerin            | Erreichte Runde |
| --- | -------------------- | --------------- |
| 09. | Helena Suková        | 1. Runde        |
| 10. | Manuela Maleewa      | Achtelfinale    |
| 11. | Sylvia Hanika        | 3. Runde        |
| 12. | Andrea Temesvári     | 2. Runde        |
| 13. | Lisa Bonder          | Viertelfinale   |
| 14. | Claudia Kohde-Kilsch | Achtelfinale    |
| 15. | Carling Bassett      | Viertelfinale   |
| 16. | Ivanna Madruga-Osses | 1. Runde        |

## Herrendoppel
Setzliste
| Nr. | Paarung                         | Erreichte Runde |
| --- | ------------------------------- | --------------- |
| 01. | Mark Edmondson Sherwood Stewart | Viertelfinale   |
| 02. | Anders Järryd Hans Simonsson    | Achtelfinale    |
| 03. | Peter Fleming Ferdi Taygan      | 1. Runde        |
| 04. | Kevin Curren Steve Denton       | Viertelfinale   |
| 05. | Pat Cash Paul McNamee           | 1. Runde        |
| 06. | Pavel Složil Tomáš Šmíd         | Finale          |
| 07. | Carlos Kirmayr Cássio Motta     | 2. Runde        |
| 08. | Heinz Günthardt Balázs Taróczy  | Achtelfinale    |

| Nr. | Paarung                        | Erreichte Runde |
| --- | ------------------------------ | --------------- |
| 09. | Bernie Mitton Butch Walts      | 1. Runde        |
| 10. | John Alexander John Fitzgerald | 2. Runde        |
| 11. | Tony Giammalva Steve Meister   | 2. Runde        |
| 12. | Stanislav Birner Van Winitsky  | 1. Runde        |
| 13. | Mark Dickson Jan Gunnarsson    | 1. Runde        |
| 14. | Stefan Edberg Brian Gottfried  | Viertelfinale   |
| 15. | Ken Flach Robert Seguso        | 1. Runde        |
| 16. | David Graham Laurie Warder     | Achtelfinale    |

## Damendoppel
Setzliste
| Nr. | Paarung                               | Erreichte Runde |
| --- | ------------------------------------- | --------------- |
| 01. | Martina Navratilova Pam Shriver       | Sieg            |
| 02. | Rosalyn Fairbank Candy Reynolds       | 2. Runde        |
| 03. | Jo Durie Anne Hobbs                   | Achtelfinale    |
| 04. | Kathy Jordan Anne Smith               | Viertelfinale   |
| 05. | Christiane Jolissaint Marcella Mesker | 2. Runde        |
| 06. | Claudia Kohde-Kilsch Hana Mandlíková  | Finale          |
| 07. | Mima Jaušovec Betsy Nagelsen          | Viertelfinale   |
| 08. | Kathy Horvath Virginia Ruzici         | Halbfinale      |

| Nr. | Paarung                            | Erreichte Runde |
| --- | ---------------------------------- | --------------- |
| 09. | Barbara Jordan Elizabeth Sayers    | Halbfinale      |
| 10. | Leslie Allen Anne White            | Achtelfinale    |
| 11. | Zina Garrison Lori McNeil          | 1. Runde        |
| 12. | Sandy Collins Alycia Moulton       | Achtelfinale    |
| 13. | Bettina Bunge Eva Pfaff            | 1. Runde        |
| 14. | Helena Suková Virginia Wade        | Achtelfinale    |
| 15. | Claudia Monteiro Yvonne Vermaak    | 1. Runde        |
| 16. | Ivanna Madruga-Osses Kathy Rinaldi | 1. Runde        |

## Mixed
Setzliste
| Nr. | Paarung                           | Erreichte Runde |
| --- | --------------------------------- | --------------- |
| 01. | Sherwood Stewart Elizabeth Sayers | Viertelfinale   |
| 02. | Henri Leconte Andrea Temesvári    | 2. Runde        |
| 03. | Mel Purcell Paula Smith           | 2. Runde        |
| 04. | Charles Strode Leslie Allen       | 2. Runde        |

| Nr. | Paarung                      | Erreichte Runde |
| --- | ---------------------------- | --------------- |
| 05. | Dick Stockton Anne Smith     | Sieg            |
| 06. | Scott Davis Barbara Jordan   | Viertelfinale   |
| 07. | Hans Simonsson Kathy Rinaldi | 2. Runde        |
| 08. | Eric Korita Lisa Bonder      | 2. Runde        |

## Junioreneinzel
Setzliste
| Nr. | Spielerin       | Erreichte Runde |
| --- | --------------- | --------------- |
| 01. | Kent Carlsson   | Sieg            |
| 02. | Boris Becker    | Halbfinale      |
| 03. | Brad Pearce     | 1. Runde        |
| 04. | Patrick Mcenroe | 2. Runde        |
| 05. | Thomas Muster   | Achtelfinale    |
| 06. | Mark Kratzmann  | Finale          |
| 07. | François Errard | 2. Runde        |
| 08. | Bruno Orešar    | 1. Runde        |

| Nr. | Spielerin          | Erreichte Runde |
| --- | ------------------ | --------------- |
| 09. | Y Nasenkemp        | 1. Runde        |
| 10. | Christian Miniussi | 2. Runde        |
| 11. | Éric Winogradsky   | 1. Runde        |
| 12. | Nevio Devide       | 1. Runde        |
| 13. | Michihiro Ohta     | 2. Runde        |
| 14. |                    | Rückzug         |
| 15. | Jaime Yzaga        | 1. Runde        |
| 16. | Felix Barrientos   | 1. Runde        |